# BTX (electrónica)
El estándar BTX (Balanced Technology Extended) es un factor de forma para placas base que fue creado por Intel, como evolución del formato  ATX, creado en 2004, para intentar resolver los problemas de refrigeración que tenían algunos procesadores. El formato BTX es prácticamente incompatible con el ATX, salvo en la fuente de alimentación (es posible usar una fuente ATX en una placa BTX). 
Los que motivó su desarrollo fue básicamente contemplar una mejora en el despeje calórico de los componentes: las CPUs y las tarjetas gráficas consumen cada vez más energía, ello resulta en una mayor emisión calórica, por tanto se incrementan los requerimientos de disipación de calor. Por otro lado, los usuarios requieren que las computadoras sean cada vez más silenciosas. Con ello comienza la necesidad de desarrollar un nuevo formato.
Pero la placa base BTX tuvo poca aceptación por parte de fabricantes y usuarios, mayormente porque la ubicación del procesador en la placa la hacía incompatible con algunos tipos de procesadores que contaban con requisitos específicos de localización.  
El estándar BTX permite dos posibles alturas para los módulos térmicos: tipo I y tipo II. Los tipo I, son de 10 cm de altura, y admiten tarjetas de tamaño estándar. Las de tipo II, sin embargo, son para diseños reducidos, por lo que tienen solamente 7,6 cm de altura.

## Historia
Las placas base de formato BTX fueron sugeridas por Intel en 2003, pero su producción comenzó en el año 2004. Gateway y Dell, entre otros, comenzaron a usar placas BTX en 2004 y 2005 ayudando a que el diseño tuviera éxito en el sector de las computadoras hogareñas. Pero pronto el entusiasmo por las placas BTX comenzó a decaer debido a que la ubicación del microprocesador en la placa la hacía incompatible con algunos tipos de procesadores que contaban con requisitos específicos de localización. Como resultado, Intel interrumpió el soporte para las placas base BTX en sus productos.

## Características
Utiliza avanzada tecnología que incluye ATA, el bus serie universal (USB) 2.0 y la interconexión de componentes periféricos PCI express. Es incompatible con el formato anterior ATX.
Los estándares BTX proporcionaron un diseño eficiente para sistemas grandes y pequeños, y nuevas características tales como:
- Un mayor número de ranuras de expansión.
- Mejor regulación eléctrica y térmica.
- Múltiples tamaños y configuraciones de sistemas.
- Capacidades de enfriamiento mejoradas con una ruta de flujo de aire más recta.
- Latencia reducida entre northbridge y southbridge.
- Mejor ubicación de componentes para controladores de entrada / salida (E/S) del panel posterior.
- Requisitos de altura reducidos, que benefician la integración del sistema para servidores Blade y montajes en bastidor (rack)

Una de las características más notables es el módulo térmico mejorado. Se encuentra en la parte frontal de la placa, éste extrae aire sobre los componentes que producen la mayor cantidad de calor: el chipset, la CPU y la tarjeta gráfica. El módulo térmico típico consta de un disipador de calor pasivo para el microprocesador, un ventilador axial y un conducto para aislar la corriente de aire directa a través del sistema. Hay dos tipos de módulos térmicos, el tipo I, de altura estándar, está diseñado para ser utilizado donde el espacio disponible sea el máximo posible para la ubicación del módulo térmico, se usa en la mayoría de los casos, mientras que el tipo II es incluido como una opción para ubicar dicho módulo dónde el espacio disponible este muy limitado, usado en computadoras personales más pequeñas.
La ubicación de las ranuras de expansión están pensadas para ayudar a que el calor de las tarjetas gráficas y otras tarjetas de expansión no se transmita a la RAM y el CPU, y que la placa base pueda montarse con un mayor despeje entre ellos y el chasis del gabinete o caja de la computadora, de modo que así haya un mayor flujo de aire.

## Tamaño
Existen tres tamaños de placas base BTX, todos del mismo ancho. El estándar es de 325.12 por 266.70 mm, similar a las computadoras de tamaño Tower y la placa base ATX estándar. El  microBTX debe medir 264.16 por 266.70 mm, permite su uso en gabinetes Midtower. Finalmente, la picoBTX, debe ser de 203.20 por 266.70 mm, destinada al uso en gabinetes significativamente más pequeños.

## Popularidad
A pesar de que la placa base BTX fue diseñada para reemplazar y como evolución del factor de forma ATX, en pocos años no logró la popularidad esperada. La placa base ATX aun sigue las más popular disponible, 
incluso se han introducido tamaños adicionales de la ATX para poder adaptarlas a un rango más amplio de 
gabinetes. Si bien las placas base que usan el factor BTX aún siguen en producción, son más difíciles de conseguir.  
La principal aportación reside en una redistribución de los componentes, más adecuada para resolver los problemas de ventilación y también por la demanda de sistemas más silenciosos. A simple vista, lo primero que se aprecia es que la placa dentro del gabinete está "al revés" respecto del estándar ATX, es decir, de forma espejada, de manera que si se mira un PC de sobremesa, la fuente de alimentación queda a la izquierda y las ranuras PCI a la derecha. El estándar BTX requiere determinados modelos de gabinetes y fuentes de alimentación, que cumplan sus especificaciones.  